# Eus
Eus (em catalão:  Eus) é uma comuna francesa na região administrativa da Occitânia, no departamento dos Pirenéus Orientais. Estende-se por uma área de 20.08 km², com 384 habitantes, segundo o censo de 2018, com uma densidade de 19 hab/km².